# Kandy Falcons
Le Kandy Falcons est une équipe professionnelle sri lankaise de cricket masculin qui joue dans la Lanka Premier League. Le club est basé à Kandy.

## Historique du nom
| Nom            | Ans           |
| -------------- | ------------- |
| Kandy Tuskers  | 2020          |
| Kandy Warriors | 2021          |
| Kandy Falcons  | 2022          |
| B-Love Kandy   | 2023          |
| Kandy Falcons  | 2024-en cours |